# Hiszpańska księżniczka
Hiszpańska księżniczka (ang. The Spanish Princess) – amerykańsko-brytyjski miniserial kostiumowy, oparty na powieściach Philippy Gregory Wieczna księżniczka i Klątwa Tudorów. Kontynuacja miniseriali Biała królowa i Biała księżniczka.
Premiera serialu miała miejsce 5 maja 2019 roku w amerykańskiej stacji telewizyjnej Starz. W Polsce serial jest emitowany od 24 września tego samego roku przez HBO.

## Fabuła
Nastoletnia księżniczka Katarzyna Aragońska, córka władców Hiszpanii Izabeli i Ferdynanda, wybiera się w podróż do Anglii by w końcu poznać swojego poślubionego przez pełnomocników męża Artura, księcia Walii i następcy tronu po Henryku VII. Wraz ze swoim różnorodnym dworem – w tym Liną, subsaharyjską damą dworu – musi dostosować się do angielskich zwyczajów. Jest zaskoczona, gdy dowiaduje się, że to nie Artur, a jego młodszy arogancki brat Harry, książę Yorku jest autorem romantycznych listów, które dostawała. Kiedy niespodziewanie Artur umiera, jej misja by zaprowadzić pokój między Hiszpanią a Anglią staje pod wielkim znakiem zapytania.

## Obsada

### Główna obsada
- Sai Bennett jako Księżniczka Maria Tudor. Isla Merrick-Lawless zagrała młodszą Marię
- Alicia Borrachero jako Królowa Izabela Kastylijska
- Andrew Buchan jako Thomas More
- Laura Carmichael jako Małgorzata Pole
- Daniel Cerqueira jako De Fuensalida, hiszpański ambasador w Anglii
- Aaron Cobham jako Oviedo, jeden ze strażników Katarzyny Aragońskiej
- Elliot Cowan jako Henryk VII, król Anglii
- Georgie Henley jako Małgorzata "Meg" Tudor
- Charlotte Hope jako księżniczka Katarzyna Aragońska, później królowa Anglii
- Angus Imrie jako Artur, książę Walii
- Stephanie Levi-John jako Lina de Cardonnes, dama dworu Katarzyny Aragońskiej
- Gordon Kennedy jako Albany
- Alan McKenna jako sir Richard Pole
- Alexandra Moen jako Elżbieta York, królowa Anglii
- Ruairi O'Connor jako Harry, książę Yorku, później król Henryk VIII
- Nadia Parkes jako Rosa de Vargas, dama dworu Katrzyny Aragońskiej
- Jordan Renzo jako Charles "Charlie" Brandon
- Olly Rix jako Edward Stafford
- Harriet Walter jako Małgorzata Beaufort, królowa matka

### Obsada gościnna
- Philip Cumbus jako Thomas Wolsey
- Richard Pepper jako Tomasz Boleyn
- Penelope Adamson jako dama dworu Małgorzaty Beaufort

## Odcinki
| #       | Tytuł                | Reżyseria          | Scenariusz                 | Premiera w Starz | Premiera w HBO       |
| Część I | Część I              | Część I            | Część I                    | Część I          | Część I              |
| ------- | -------------------- | ------------------ | -------------------------- | ---------------- | -------------------- |
| 1       | The New World        | Birgitte Stærmose  | Emma Frost, Matthew Graham | 5 maja 2019      | 24 września 2019     |
| 2       | Fever Dream          | Birgitte Stærmose  | Matthew Graham             | 12 maja 2019     | 1 października 2019  |
| 3       | An Audacious Plan    | Daina Reid         | Helen Childress            | 19 maja 2019     | 8 października 2019  |
| 4       | The Battle for Harry | Daina Reid         | Nicki Renna                | 26 maja 2019     | 15 października 2019 |
| 5       | Heart Versus Duty    | Lisa Clarke        | Andrea Thornton Bolden     | 2 czerwca 2019   | 22 października 2019 |
| 6       | A Polite Kidnapping  | Lisa Clarke        | Emma Frost                 | 9 czerwca 2019   | 29 października 2019 |
| 7       | All is Lost          | Stephen Woolfenden | Helen Childress            | 16 czerwca 2019  | 5 listopada 2019     |
| 8       | Destiny              | Stephen Woolfenden | Emma Frost, Matthew Graham | 23 czerwca 2019  | 12 listopada 2019    |